# Army Men II
Army Men II  — друга гра серії Army Men від The 3DO Company, випущена 1999 року і є прямим продовженням першої гри 1998 року. На відміну від першої, вона має битви як в «реальному світі», так і у «пластмасовому». Також у ній вперше представлено концепцію порталів між нашим і їхнім світом — темою, яка буде розвинута у наступних іграх.

## Сюжет

### Основа
У Army Men I танковий командир Пластро вторгається у зелені землі. В кінці Сардж переслідує темні сили до порталу і входить туди, опинившись у Кухні. Гра починається з того, що велика кількість темних сил, включаючи самого Пластро, переслідують його через портал. Майор Майлар зраджує Пластро, руйнує портал, коли він входить до нього, і відтоді контролює темну армію і території.

### Рівні
Гра продовжується з Кухні, з Сарджем і його невеликою командою, котрі з боєм просуваються через Кухню, знаходячи портал назад до пластмасових джунглів (Рівень 1). Відновивши радіостанцію, Сардж виходить на контакт зі штабом для інструкцій (Рівень 2), за допомогою якого він виграє танковий бій (Рівень 3), рятує блакитного шпигуна від темних сил, і проривається через аеродром (Рівень 4).
Шукаючи зниклого полковника на пластових тропічних островах, Сардж знаходить солдатів з усіх чотирьох армій, зібраних разом у так званому «культі». Божевільний полковник вважається лідером цього культу (Рівень 5). Він виривається через портал, Сардж переслідує його до переднього двору, звідки Сардж його виводить (Рівень 6).
Літак Сарджа забитий над пластиковим тропічним островом, повним зомбі, яких створив доктор Мадд, божевільний сірий вчений, який працює в темній армії, і створює культові сили, вводячи солдатам різні кольорові рідини. Сардж знищує генератори фабрики зомбі (Рівень 7) і переслідує доктора Мадда в пустелі, звідки він повинен забрати інших вчених (Рівень 8). Потім він проходить через інший портал до столу в гаражі, щоб зупинити кілька вчених, які втекли назад у пластмасовий світ (Рівень 9). Після проходу через портал він опиняється на лісистій базі темних, для боротьби з останніми ворожими вченими, яких захищають зомбі, самогубці тощо. (Рівень 10).
Нарешті, Сардж нападає на темну фортецю, ухиляється від масової хвилі розлючених солдатів, рятує синього шпигуна, знаходить ключ, що веде до зброї масового знищення, розташованого в центрі фортеці. Руйнує його, перш ніж темні встигають його використати, і виходить через портал (Рівень 11) до штабу Майлара у спальні дитини, яка повзає з темними солдатами. Він викликає майора Майлара у фортецю (Рівень 12).

### Епілог
У заключному ролику зелені насолоджуються великою перемогою над темною армією. На верхній частині шафи можна побачити генерала Пластро, який шпигує за ними. Від «дякує» Сарджу за звільнення від Майлара. Він маніакально сміється, і каже, що приготував щось особливе на наступний раз, коли вони зустрінуться.
Фільм завершується зловісною сценою за участю д-ра Медда, що працює над останками Майлара у своїй лабораторії.

## Прийом
| Агрегатор    | Оцінка | Оцінка  |
| Агрегатор    | GBC    | PC      |
| ------------ | ------ | ------- |
| GameRankings | Н/Д    | 56.43 % |

| Видання                    | Оцінка | Оцінка |
| Видання                    | GBC    | PC     |
| -------------------------- | ------ | ------ |
| AllGame                    | [ 4 ]  | [ 5 ]  |
| Computer and Video Games   | Н/Д    | 1/10   |
| GamePro                    | Н/Д    | [ 7 ]  |
| GameSpot                   | Н/Д    | 6.9/10 |
| IGN                        | 7/10   | 4.4/10 |
| PC Gamer (Велика Британія) | Н/Д    | 44 %   |
| PC Gamer (США)             | Н/Д    | 68 %   |
| PC Zone                    | Н/Д    | 40 %   |

ПК-версія гри була зустрінута неоднозначно, а GameRankings дав їй оцінку 56 %.